# Jürgen Wegmann
Jürgen Wegmann (Essen, 31 marzo 1964) è un ex calciatore tedesco, fino al 1990 tedesco orientale, di ruolo attaccante.

## Carriera

### Club
Centravanti, cresce nel Rot-Weiss Essen, passando nel gennaio del 1984 al Borussia Dortmund. Nella stagione 1985-1986 firma 16 marcature in 36 partite di campionato, trasferendosi allo Schalke 04 nella stagione seguente. A Gelsenkirchen sigla 10 reti in 28 giornate, passando al Bayern Monaco per la stagione seguente in cambio di una cifra pari a 550.000 euro.
A Monaco di Baviera mantiene una media di reti a partita superiore a 0.5, realizzando 18 gol in 32 incontri tra campionato, coppa di Germania, Coppa dei Campioni e Supercoppa di Germania: in quest'ultima competizione risulta decisivo nella sfida contro l'Amburgo, contro cui segna due reti, ribaltando il risultato da 0-1 a 2-1 e facendo vincere il trofeo ai bavaresi. Nella stagione seguente vince il suo primo titolo tedesco, mettendo a segno 13 realizzazioni, e ponendosi al quarto posto tra i marcatori dell'edizione 1988-1989. In Coppa UEFA il Bayern si arresta contro il Napoli di Maradona, futuro vincitore della competizione: Wegmann firma 5 reti, arrivando al terzo posto tra i capocannonieri.
Dopo aver collezionato 74 presenze e 39 reti a Monaco di Baviera, ritorna a Dortmund. È tra i protagonisti della vittoria in Supercoppa di Germania proprio contro il Bayern Monaco, segnando una delle reti che consentono ai giallo neri di vincere il match per 4-3. Nonostante ciò Wegmann, dopo cinque anni, non riesce ad andare più in doppia cifra segnando solo 5 gol in 34 incontri. Trasferitosi nel 1992, trascorre un breve periodo al Duisburg, prima di fare ritorno al Rot-Weiss Essen. Nel 1996 passa al Magonza, prima di terminare la carriera al Velbert.

## Statistiche

### Presenze e reti nei club
| Stagione                 | Squadra                  | Campionato               | Campionato | Campionato | Coppe nazionali | Coppe nazionali | Coppe nazionali | Coppe internazionali | Coppe internazionali | Coppe internazionali | Altre coppe | Altre coppe | Altre coppe | Totale | Totale |
| Stagione                 | Squadra                  | Comp                     | Pres       | Reti       | Comp            | Pres            | Reti            | Comp                 | Pres                 | Reti                 | Comp        | Pres        | Reti        | Pres   | Reti   |
| ------------------------ | ------------------------ | ------------------------ | ---------- | ---------- | --------------- | --------------- | --------------- | -------------------- | -------------------- | -------------------- | ----------- | ----------- | ----------- | ------ | ------ |
| 1981-1982                | Rot-Weiss Essen          | 2B                       | 10         | 4          | -               | -               | -               | -                    | -                    | -                    | -           | -           | -           | 10     | 4      |
| 1982-1983                | Rot-Weiss Essen          | 2B                       | 36         | 16         | CG              | 1               | 0               | -                    | -                    | -                    | -           | -           | -           | 37     | 16     |
| lug.-dic. 1983           | Rot-Weiss Essen          | 2B                       | 19         | 12         | CG              | 1               | 0               | -                    | -                    | -                    | -           | -           | -           | 20     | 12     |
| gen.-giu. 1984           | Borussia Dortmund        | B                        | 17         | 6          | CG              | 3               | 3               | -                    | -                    | -                    | -           | -           | -           | 20     | 9      |
| 1984-1985                | Borussia Dortmund        | B                        | 20         | 5          | CG              | 5               | 5               | -                    | -                    | -                    | -           | -           | -           | 25     | 10     |
| 1985-1986                | Borussia Dortmund        | B                        | 33+3       | 14+2       | CG              | 0               | 0               | -                    | -                    | -                    | -           | -           | -           | 36     | 16     |
| 1986-1987                | Schalke 04               | B                        | 28         | 10         | -               | -               | -               | -                    | -                    | -                    | -           | -           | -           | 28     | 10     |
| 1987-1988                | Bayern Monaco            | B                        | 27         | 13         | CG              | 2               | 0               | CC                   | 2                    | 3                    | SG          | 1           | 2           | 32     | 18     |
| 1988-1989                | Bayern Monaco            | B                        | 31         | 13         | CG              | 3               | 3               | CU                   | 8                    | 5                    | -           | -           | -           | 42     | 21     |
| Totale Bayern Monaco     | Totale Bayern Monaco     | Totale Bayern Monaco     | 58         | 26         |                 | 5               | 3               |                      | 10                   | 8                    |             | 1           | 2           | 74     | 39     |
| 1989-1990                | Borussia Dortmund        | B                        | 27         | 2          | CG              | 2               | 0               | CdC                  | 4                    | 2                    | SG          | 1           | 1           | 34     | 5      |
| 1990-1991                | Borussia Dortmund        | B                        | 18         | 6          | CG              | 1               | 0               | CU                   | 2                    | 0                    | -           | -           | -           | 21     | 6      |
| 1991-1992                | Borussia Dortmund        | B                        | 1          | 0          | CG              | 0               | 0               | -                    | -                    | -                    | -           | -           | -           | 1      | 0      |
| lug. 1992-gen. 1993      | Borussia Dortmund        | B                        | 1          | 0          | CG              | 0               | 0               | -                    | -                    | -                    | -           | -           | -           | 1      | 0      |
| Totale Borussia Dortmund | Totale Borussia Dortmund | Totale Borussia Dortmund | 120        | 35         |                 | 11              | 8               |                      | 6                    | 2                    |             | 1           | 1           | 138    | 47     |
| gen.-giu. 1993           | Duisburg                 | 2B                       | 7          | 2          | CG              | 0               | 0               | -                    | -                    | -                    | -           | -           | -           | 7      | 2      |
| 1993-1994                | Rot-Weiss Essen          | 2B                       | 5          | 0          | CG              | 2               | 1               | -                    | -                    | -                    | -           | -           | -           | 7      | 1      |
| 1994-1995                | Rot-Weiss Essen          | RWS                      | 16         | 4          | CG              | 0               | 0               | -                    | -                    | -                    | -           | -           | -           | 16     | 4      |
| lug.-dic. 1995           | Rot-Weiss Essen          | RWS                      | 0          | 0          | CG              | 1               | 0               | -                    | -                    | -                    | -           | -           | -           | 1      | 0      |
| Totale Rot-Weiss Essen   | Totale Rot-Weiss Essen   | Totale Rot-Weiss Essen   | 86         | 36         |                 | 5               | 1               |                      | -                    | -                    |             | -           | -           | 91     | 37     |
| gen.-giu. 1996           | Magonza                  | 2B                       | 0          | 0          | CG              | 0               | 0               | -                    | -                    | -                    | -           | -           | -           | 0      | 0      |
| 1996-1997                | Velbert                  | ?                        | ?          | ?          | ?               | ?               | ?               | -                    | -                    | -                    | -           | -           | -           | ?      | ?      |
| Totale carriera          | Totale carriera          | Totale carriera          | 299+       | 109+       |                 | 21+             | 12+             |                      | 16                   | 10                   |             | 2           | 3           | 338+   | 134+   |

## Palmarès

### Club

#### Competizioni nazionali
- Campionato tedesco: 1

Bayern Monaco: 1988-1989
- Supercoppa di Germania: 2

Bayern Monaco: 1987
Borussia Dortmund: 1989